# Викио
Вѝкио (на италиански: Vicchio) е градче и община в централна Италия, провинция Флоренция, регион Тоскана. Разположено е на 162 m надморска височина. Населението на общината е 5777 души (към 2010 г.).
Веспиняно (Vespignano), село в общината Викио, се счита като родно място на художника Джото.